# Lukáš Tintěra
Lukáš Tintěra (Žilina, 12 januari 1985) is een golfprofessional uit Slowakije die internationaal onder een Tsjechisch licentie speelt. Hij geeft les op de David Carter Albatros Academy bij Praag.
Sport stond bij de familie Tintěra hoog in het vaandel. Zijn vader speelde tennis en zijn moeder had een opleiding lichamelijke opvoeding gedaan. 

## Amateur
Tintěra koos voor golf en zat op 15-jarige leeftijd in de nationale selectie. Zijn topjaar was 2002. Hij werd tweede bij het Tsjechische Amateur Tour en won het nationale jeugdkampioenschap. In 2007 volgde hij enkele maanden een intensieve training in Spanje. Bij terugkeer won hij het Tsjechisch Academisch Kampioenschap en het Nationale Kampioenschap Matchplay.
In Bangkok deed hij mee aan de World University Games, en was individueel de beste Europese speler. In 2008 speelde hij in het Tsjechische team bij de Eisenhower Trophy in Australië.

### Gewonnen
- 2002: Nationaal jeugdkampioenschap
- 2007: Tsjechisch Academisch Kampioenschap, Nationale Kampioenschap Matchplay

### Teams
- Eisenhower Trophy: 2008

## Professional
Begin 2009 werd Lukáš Tintěra professional.